# The Hard & Heavy Collection
The Hard & Heavy Collection es un álbum recopilatorio de la banda canadiense de rock April Wine y fue publicado por Micro Werks Records en 2009.
Este disco compilatorio contiene canciones de los álbumes First Glance, Harder... Faster, The Nature of the Beast, Power Play, Animal Grace y Walking Through Fire, todos grabados de 1978 a 1986.

## Lista de canciones
| Side one |                                    |                      |                         |          |  |
| N.º      | Título                             | Escritor(es)         | Álbum original          | Duración |  |
| 1.       | «Anything You Want It, You Got It» | Myles Goodwyn        | Power Play              | 4:43     |  |
| 2.       | «Future Tense»                     | Myles Goodwyn        | The Nature of the Beast | 4:09     |  |
| 3.       | «Crash and Burn»                   | Myles Goodwyn        | The Nature of the Beast | 2:33     |  |
| 4.       | «Before the Dawn»                  | Brian Greenway       | Harder... Faster        | 4:21     |  |
| 5.       | «Waiting On a Miracle»             | Myles Goodwyn        | Power Play              | 4:06     |  |
| 6.       | «Wanna Rock»                       | Myles Goodwyn        | The Nature of the Beast | 2:06     |  |
| 7.       | «All Over Town»                    | Myles Goodwyn        | The Nature of the Beast | 3:00     |  |
| 8.       | «Say Hello»                        | Myles Goodwyn        | Harder... Faster        | 2:59     |  |
| 9.       | «Bad Boys»                         | Myles Goodwyn        | The Nature of the Beast | 3:10     |  |
| 10.      | «Hard Rock Kid»                    | Goodwyn / Tom Lang   | Animal Grace            | 3:57     |  |
| 11.      | «Hot on the Wheels of Love»        | Goodwyn / Steve Lang | First Glance            | 3:14     |  |
| 12.      | «Rock & Roll is a Vicious Game»    | Myles Goodwyn        | First Glance            | 3:12     |  |
| 13.      | «Love Has Remembered Me»           | Myles Goodwyn        | Walking Through Fire    | 4:07     |  |

## Créditos

### April Wine
- Myles Goodwyn — voz, guitarra y teclados
- Brian Greenway — voz y guitarra
- Gary Moffet — guitarra
- Steve Lang — bajo y coros
- Jean Pellerin — bajo (en la canción «Love Has Remembered Me»)
- Jerry Mercer — batería y percusiones
- Marty Simon — batería (en la canción «Love Has Remembered Me»)
- Daniel Barbe — teclados (en la canción «Love Has Remembered Me»)

### Producción
- Jeff Magid — productor compilador
- Julee Stover — asistente del proyecto
- Brian Schuman — asistente del proyecto
- Dave Donnelly — masterizador
- Jim Allen — notas